# Brăești (Iași)
Pour les articles homonymes, voir Brăești.
Brăești est une commune roumaine située dans le județ de Iași.